# Macaca nigrescens
Macaca nigrescens е вид бозайник от семейство Коткоподобни маймуни (Cercopithecidae). Видът е световно застрашен, със статут Уязвим.

## Разпространение
Разпространен е в Индонезия (Сулавеси).